# Suzanne Vega (album)
Az 1985-ös Suzanne Vega Suzanne Vega debütáló nagylemeze. Az amerikai kritikusok kedvezően fogadták, az Egyesült Királyságban platinalemez lett. A dalokra Vega gitárkísérete jellemző, valamint egyenes hangszerelés. A Marlene on the Wall-hoz videóklip is készült, melyet az MTV és a VH1 is gyakran leadott.
Az album szerepel az 1001 lemez, amit hallanod kell, mielőtt meghalsz című könyvben.

## Az album dalai
|     | Cím                       | Szerző(k)    | Hossz |
| --- | ------------------------- | ------------ | ----- |
| 1.  | Cracking                  | Suzanne Vega | 2:49  |
| 2.  | Freeze Tag                | Vega         | 2:36  |
| 3.  | Marlene on the Wall       | Vega         | 3:40  |
| 4.  | Small Blue Thing          | Vega         | 3:54  |
| 5.  | Straight Lines            | Vega         | 3:49  |
| 6.  | Undertow                  | Vega         | 3:26  |
| 7.  | Some Journey              | Vega         | 3:38  |
| 8.  | The Queen and the Soldier | Vega         | 4:48  |
| 9.  | Knight Moves              | Vega         | 3:36  |
| 10. | Neighborhood Girls        | Vega         | 3:21  |

## Közreműködők
- Suzanne Vega – ének (1–10), akusztikus gitár (1–10)
- Steve Addabbo – háttérvokál (4, 5, 7), synclavier gitár (6), tizenkéthúros akusztikus gitár (8), elektromos gitár (10)
- Darol Anger – elektromos hegedű (7)
- Frank Christian – akusztikus gitár (2, 9), elektromos slide gitár (10)
- Paul Dugan – basszusgitár (1, 4, 6, 8, 9), nagybőgő (2)
- Sue Evans – dob (3, 5, 6, 10), ütőhangszerek (4, 10)
- Jon Gordon – elektromos gitár (1–7)
- Peter Gordon – vonsóok hangszerelése (6)
- Frank Gravis – basszusgitár (3, 5, 10)
- Shem Guibbory – hegedű (6)
- Mark Isham – szintetizátor (7)
- John Mahoney – synclavier programozása (6)
- Maxine Neuman – cselló (6)
- C.P. Roth – szintetizátor (1–5, 9), zongora (8), orgona (8)
- Roger Squitero – ütőhangszerek (7)

## Fordítás
- Ez a szócikk részben vagy egészben a Suzanne Vega (album) című angol Wikipédia-szócikk ezen változatának fordításán alapul.  Az eredeti cikk szerkesztőit annak laptörténete sorolja fel. Ez a jelzés csupán a megfogalmazás eredetét és a szerzői jogokat jelzi, nem szolgál a cikkben szereplő információk forrásmegjelöléseként.

## Külső linkek
- Suzanne Vega fordítások - néhány dal a lemezről;